# 德爾亥鎮區 (北達科他州戈爾登瓦利縣)
德爾亥鎮區（英語：Delhi Township）是位於美國北達科他州戈爾登瓦利縣的一個鎮區。

## 地方資料
德爾亥鎮區的面積為92.99平方千米，當中陸地面積為92.86平方千米，而水域面積為0.12平方千米。根據2020年美國人口普查的數據，當地共有人口38人，而人口密度為每平方千米0.41人。